# Amastus obscurus
Amastus obscurus är en fjärilsart som beskrevs av De Toulgoët 1990. Amastus obscurus ingår i släktet Amastus och familjen björnspinnare. Inga underarter finns listade i Catalogue of Life.